# Otto Papenfuß
Otto Papenfuß (* 3. April 1898 in Schlawe; † 3. Juni 1981 in Berlin) war ein deutscher Radrennfahrer und nationaler Meister im Radsport.

## Sportliche Laufbahn
1915 begann Papenfuß mit dem Radsport, er lebte zu dieser Zeit schon in Berlin. Papenfuß' erster bedeutender Sieg war 1920 der erste Platz im Rennen Hamburg–Berlin (das Rennen wurde ansonsten in umgekehrter Richtung gefahren) vor Paul Kohl. Die vom Bund Deutscher Radfahrer (BDR) erstmals initiierte Radfernfahrt Berlin–Leipzig wurde von Otto Papenfuß gewonnen. Ebenfalls 1920 siegte er bei den Rennen Durch den Spreewald und Bochum–Münster–Bochum. 1923 gewann er die deutsche Meisterschaft im Straßenrennen der Amateure vor Alex Rux.